# Fanári (ort i Grekland, Thessalien)
Fanári är en ort i Grekland.   Den ligger i prefekturen Nomós Kardhítsas och regionen Thessalien, i den centrala delen av landet, 230 km nordväst om huvudstaden Aten. Fanári ligger 269 meter över havet och antalet invånare är 871.
Terrängen runt Fanári är platt åt nordost, men åt sydväst är den kuperad. Runt Fanári är det ganska tätbefolkat, med 104 invånare per kvadratkilometer. Närmaste större samhälle är Karditsa, 12,0 km sydost om Fanári. Trakten runt Fanári består till största delen av jordbruksmark.